# Rathaus (Rothenfels)

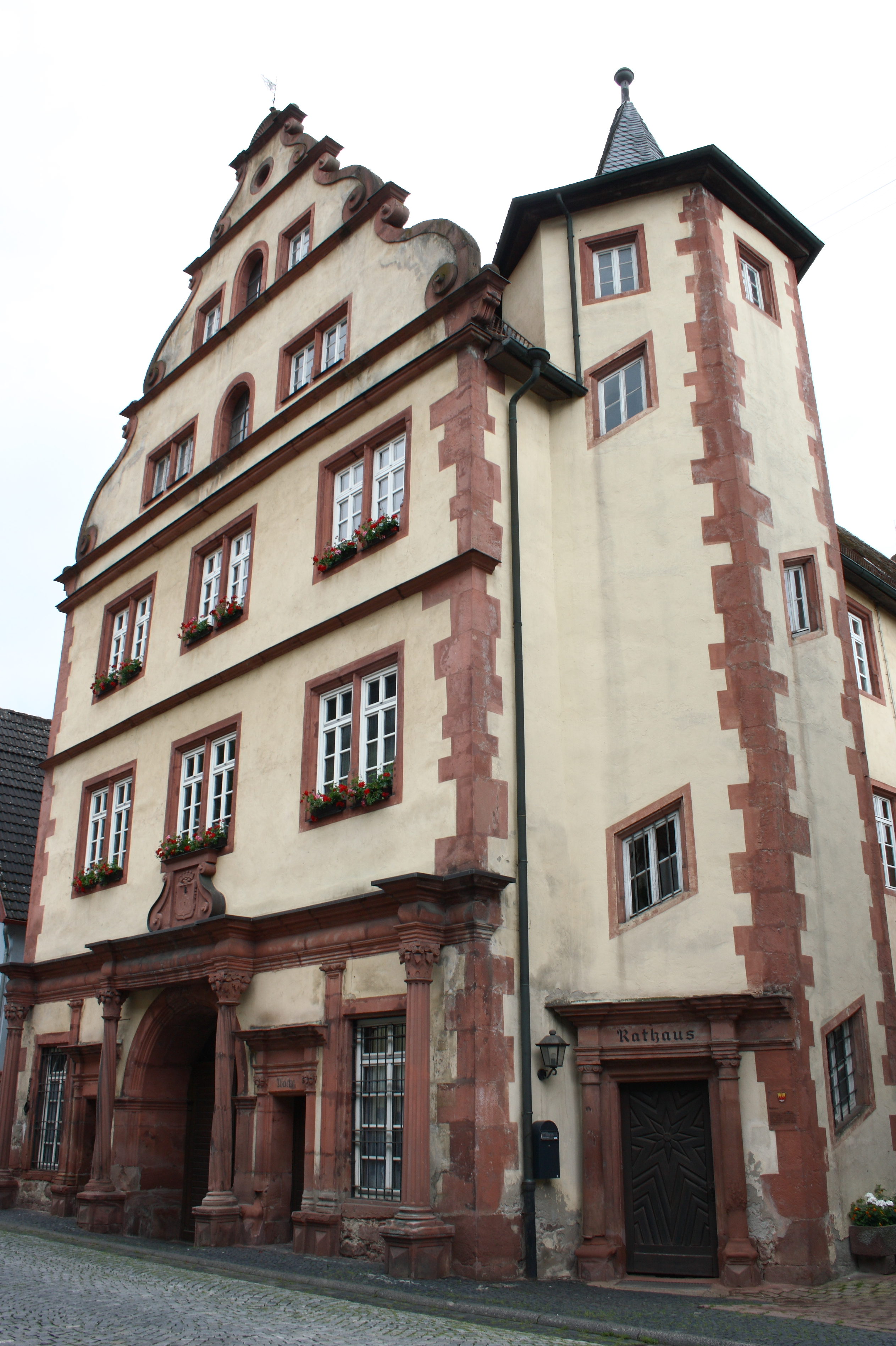
Rathaus in Rothenfels

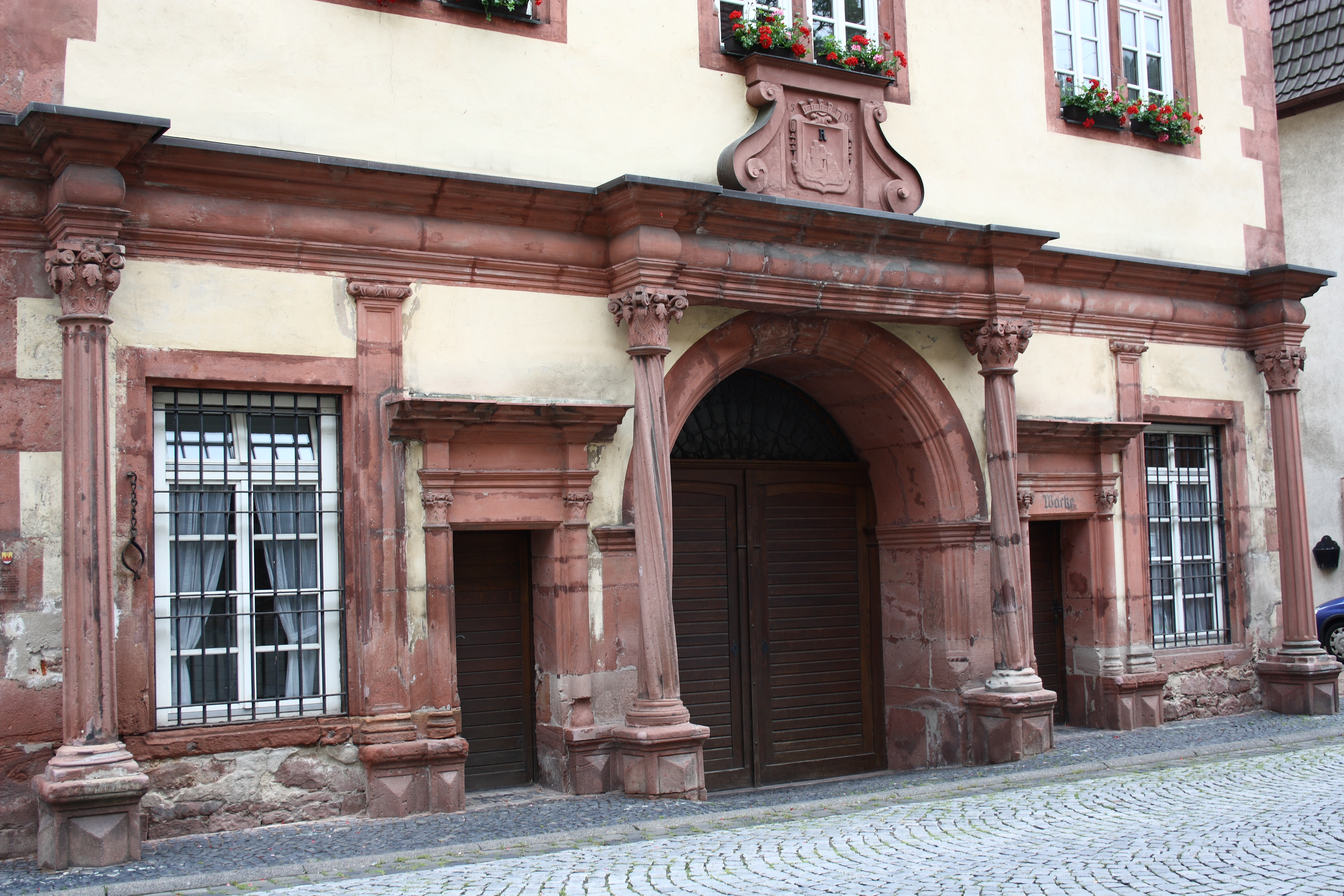
Portal

Das Rathaus in Rothenfels, einer Stadt im unterfränkischen Landkreis Main-Spessart in Bayern, wurde 1598/99 errichtet. Das Rathaus an der Hauptstraße 34 ist ein geschütztes Baudenkmal.

## Architektur
Das dreigeschossige, massive Gebäude mit Volutengiebeln wurde 1598/99 von Michael Imkeller aus Lohr am Main errichtet. Der Spätrenaissancebau besitzt an der südlichen Langseite einen Treppenturm. An der westlichen Straßenseite befindet sich die Portalanlage mit gedrehten Säulen und korinthischen Kapitellen. 